# Burajewo
Burajewo (ros. Бураево, baszk. Борай) – wieś w Rosji, w Baszkortostanie, stolica rejonu burajewskiego. Według danych z 2021 roku wieś miała 10752 mieszkańców.